# Каховка (футбольный клуб)
Спортивный клуб «Каховка» (укр. Спортивний клуб «Каховка») — украинский футбольный клуб из города Каховка, Херсонская область. Выступает в чемпионате Херсонской области. Бронзовый призёр кубка регионов УЕФА. Двукратный чемпион Украины среди любителей.

## История названий
- 1980—1988 —  «Авангард»
- 1988—1995 —  «Мелиоратор»
- 1995—1999 —  «Каховка»
- 1999—2001 —  «Чумак»
- 2001—2006 —  «КЗЭСО»   Каховский завод электросварочного оборудования
- 2006 — настоящее время —  «Каховка»

## История
В советские времена команда выступала в чемпионате области, но с началом периода Перестройки, у команды появился меценат, который начал обеспечивать команду. В сезоне 1988 года прошли соревнования первой рабочей спартакиады Укрсовета ВДФСО профсоюзов по футболу на призы «Робітничої газети». Созданная весной команда на базе агропромышленного комплекса «Краса Херсонщины», также объединив лучших игроков «Авангарда» и получившая название «Мелиоратор», представляющая Каховку на областных и республиканских соревнованиях, стала обладателем почетного приза.
Воспитанники тренера Виктора Ивановича Коваленко, работавшим в хозяйстве заместителем директора АПСК «Краса Херсонщины», вначале стали победителями Кубка «Наддніпрянської правди». Затем сумели преодолеть барьер предварительных, четвертьфинальных и полуфинальных поединков, пробились в финал.
С появлением финансовой стабильности, «Мелиоратор», так называлась в то время Каховская команда, в 1988 году победил в чемпионате области.
После провозглашения независимости Украины, «Мелиоратор» стартовал в первом независимом чемпионате Украины в переходной лиге (1992 год). Команда с первой попытки заняла 3-е место в своей группе и со следующего сезона прописалась во второй украинской лиге.
В первом сезоне во второй лиге «Мелиоратор» занял 5-е место с отставанием в 8 очков от Житомирского «Химика», который повысился в классе. В сезоне 1993/94 в первую лигу по регламенту переходили сразу 4 команды, но Каховцам на этот раз не хватило 7-и очков — в итоге 6-е место.
В следующем сезоне финансовая независимость пропала, «Мелиоратор» занял 9-е место, и на старт сезона 1995/96 вышла уже ФК «Каховка». Городского бюджета хватило лишь на пол сезона и в итоге команда снялась после первого круга (+3=3-40).
Каховская команда вновь вернулась на любительский уровень. В 1999 году появился новый спонсор — компания «Чумак». Появилась финансовая поддержка и команда вновь заиграла. Одна за другой посыпались победы в областных соревнованиях. Но спонсора хватило лишь на 2 сезона и в 2001 году команда вновь поменяла вывеску на «КЗЭСО». Так назывался новый спонсор — «Каховский завод электросварочного оборудования». Продолжились уверенные победы в чемпионате и кубке области.
В 2002 году была подана заявка на участие в Любительской лиге Украины.
Дистанция до финального турнира была пройдена без проблем. Местом проведения финального турнира была выбрана Каховка.
8 лучших команд были поделены на 2 группы и розыграли чемпиона. Были повержаны «Факел-ГПЗ» из Варвы и запорожский «ЗАЛК» (предок «Торпедо»).
В финальной группе была повержена «Европа» из Прилук 2:0, и в уже ничего не решающем матче была нмчия с Николаевским «Водником». В следующем чемпионате 2003 года было серебро, а в 2004 году снова золотые медали.
В 2004 году была подана заявка на чемпионат Европы среди любителей. Первый раунд было решено провести в Каховке. Для достойного приёма гостей из Грузии, Белоруссии и Молдавии провели косметическую реконструкцию стадиона, установили индивидуальные пластиковые сидения.
В группе во всех матчах были одержаны победы. Выиграли 8:2 у молдаван, 3:1 у белорусов и 4:0 у главных конкурентов — грузин.
Итоговая таблица, предварительный этап
|   | Команда                         | И | В | Н | П | МЗ | МП | О |
| - | ------------------------------- | - | - | - | - | -- | -- | - |
| 1 | «КЗЭСО» (Каховка, Украина)      | 3 | 3 | 0 | 0 | 15 | 3  | 9 |
| 2 | «Зооинститут» (Тбилиси, Грузия) | 3 | 2 | 0 | 1 | 10 | 5  | 6 |
| 3 | «Яловена» (Молдавия)            | 3 | 1 | 0 | 2 | 5  | 14 | 3 |
| 4 | «Пищевик» (Брест, Белоруссия)   | 3 | 0 | 0 | 3 | 3  | 11 | 0 |

Путёвка на финальный турнир в Польше была завоёвана. В финальной группе были команды из Страны Басков, Ирландии и «Дачия» из Румынии. В первом матче был провал — 1:4 и 2 удаления. Но потом 2 победы 3:1 и 4:2 и 2 место в группе.
Итоговая таблица, финальный этап
|   | Команда                    | И | В | Н | П | МЗ | МП | О |
| - | -------------------------- | - | - | - | - | -- | -- | - |
| 1 | «Страна Басков» (Испания)  | 3 | 2 | 0 | 1 | 7  | 5  | 6 |
| 2 | «КЗЭСО» (Каховка, Украина) | 3 | 2 | 0 | 1 | 8  | 7  | 6 |
| 3 | «Ирландия»                 | 3 | 1 | 1 | 1 | 6  | 6  | 4 |
| 4 | «Дачия» (Румыния)          | 3 | 0 | 1 | 2 | 8  | 6  | 1 |

В финале триумфировала Страна Басков, а «Каховка» в матче за 3-е место победила команду из Словакии.
После этого огромного успеха спонсор потерял интерес к команде. Клуб стал муниципальным и стал называться СК «Каховка». Городские власти решили откреститься от недавнего успеха и годом основания команды официально является 2006. Клуб из победителя превратился в середняка, единственным достижением которого является победа в 2008 году в кубке области.

## Достижения
- Бронзовый призёр кубка регионов УЕФА — 2004/05.
- Двукратный чемпион Украины среди любителей — 2002, 2004.
- Серебряный призёр чемпионата Украины среди любителей — 2003.
- Обладатель кубка Украины среди любителей — 2004.
- Чемпион Херсонской области — 1988, 1999, 2001, 2002, 2004.
- Обладатель кубка Херсонской области — 1989, 1990, 2004, 2008.